# Charaxes eupale
Charaxes eupale is een vlinder uit de familie van de Nymphalidae. De wetenschappelijke naam van de soort is voor het eerst geldig gepubliceerd in 1782 door Dru Drury (als Papilio eupale). De soort komt voor in west-Afrika (Sierra Leone, Ghana).

## Kenmerken
De onderkant van de vleugels toont een donkergroene camouflagetekening. Als de vlinder de vleugels tegen elkaar houdt, is hij nagenoeg onzichtbaar. De spanwijdte bedraagt ongeveer 5,5 tot 6 cm.

## Leefwijze
De vlinder drinkt sappen uit gistend fruit en rottende plantendelen.

## Verspreiding en leefgebied
Deze vlindersoort komt voor in de bossen van Sierra Leone tot Kenia.